# تپه میشان
تپه میشان مربوط به سده‌های میانه دوران‌های تاریخی پس از اسلام است و در شهرستان خمین، بخش کمره، دهستان چهارچشمه، روستای آشمسیان واقع شده و این اثر در تاریخ ۲۰ اسفند ۱۳۸۵ با شمارهٔ ثبت ۱۸۰۴۶ به‌عنوان یکی از آثار ملی ایران به ثبت رسیده است.